# Gustafva Amalia Walin
Gustafva Amalia Walin, född 1825 i Västerås, död den 22 augusti 1896, var en svensk opera- och vissångerska (sopran).
Walin var 1853–1854 engagerad vid Kungliga teatern i Stockholm och 1856–1857 vid Musikföreningen i Köpenhamn. Under en tid var hon solist hos Filharmoniska sällskapet i Stockholm. Hon var även aktiv som konsertsångerska, och var särskilt känd för sina tolkningar av folkvisor.
Hon var, liksom sin bror operasångaren Rudolf Walin, ledamot av Kungliga Musikaliska Akademien (1862).